# Sociedad de Matemática de Moscú

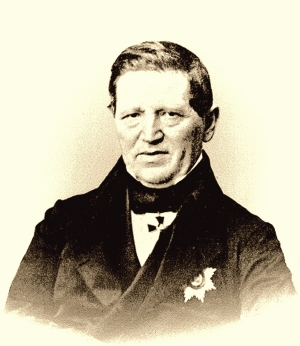
Nikolái Brashman (1796-1866), el primer presidente de la SMM (1864-1866).

La Sociedad matemática de Moscú es una sociedad científica de los matemáticos de Moscú, animados al desarrollo de la matemática en toda Rusia. 
El primer encuentro de la sociedad fue el 27 de septiembre de 1864 (juliano 15 de septiembre de 1864. Nikolái Brashman pasó a ser el primer presidente de la SMM. 

## Presidentes
- Nikolái Brashman (1864-1866)
- A.Yu. Davídov (1866-1886)
- Vasily Zinger (1886-1891)
- Nikolái Bugáiev (1891-1903), padre de Andréi Bely
- P.A. Nekrásov (1903-1905)
- Nikolái Zhukovski (1905-1921)
- B.K. Mlodzeievski (1921-1923)
- Dmitri Egórov (1923-1930)
- Ernst Kolman (1930-1932)
- Pável Aleksándrov (1932-1964)
- Andréi Kolmogórov (1964–1966, 1973–1985)
- Izrail Guelfand (1966–1970)
- Ígor Shafarévich (1970–1973)
- Serguéi Nóvikov (1985-1996)
- Vladímir Arnold (1996-2010)
- Víktor Vasíliev (2010- )